# Merzdorf
Merzdorf és un municipi alemany que pertany a l'estat de Brandenburg. Forma part de l'Amt Schradenland i es troba a la vora de la ciutat d'Elsterwerda.

## Evolució demogràfica
| Població de Merzdorf de 1875 a 2007 | Població de Merzdorf de 1875 a 2007 | Població de Merzdorf de 1875 a 2007 | Població de Merzdorf de 1875 a 2007 | Població de Merzdorf de 1875 a 2007 | Població de Merzdorf de 1875 a 2007 | Població de Merzdorf de 1875 a 2007 | Població de Merzdorf de 1875 a 2007 | Població de Merzdorf de 1875 a 2007 | Població de Merzdorf de 1875 a 2007 | Població de Merzdorf de 1875 a 2007 | Població de Merzdorf de 1875 a 2007 | Població de Merzdorf de 1875 a 2007 | Població de Merzdorf de 1875 a 2007 |
| Any                                 | Població                            |                                     | Any                                 | Població                            |                                     | Any                                 | Població                            |                                     | Any                                 | Població                            |                                     | Any                                 | Població                            |
| ----------------------------------- | ----------------------------------- | ----------------------------------- | ----------------------------------- | ----------------------------------- | ----------------------------------- | ----------------------------------- | ----------------------------------- | ----------------------------------- | ----------------------------------- | ----------------------------------- | ----------------------------------- | ----------------------------------- | ----------------------------------- |
| 1875                                | 400                                 |                                     | 1946                                | 1207                                |                                     | 1989                                | 1155                                |                                     | 1995                                | 1075                                |                                     | 2001                                | 1029                                |
| 1890                                | 450                                 |                                     | 1950                                | 1154                                |                                     | 1990                                | 1129                                |                                     | 1996                                | 1072                                |                                     | 2002                                | 996                                 |
| 1910                                | 500                                 |                                     | 1964                                | 1130                                |                                     | 1991                                | 1102                                |                                     | 1997                                | 1066                                |                                     | 2003                                | 988                                 |
| 1925                                | 553                                 |                                     | 1971                                | 1117                                |                                     | 1992                                | 1081                                |                                     | 1998                                | 1053                                |                                     | 2004                                | 982                                 |
| 1933                                | 578                                 |                                     | 1981                                | 1112                                |                                     | 1993                                | 1083                                |                                     | 1999                                | 1046                                |                                     | 2005                                | 962                                 |
| 1939                                | 891                                 |                                     | 1985                                | 1163                                |                                     | 1994                                | 1076                                |                                     | 2000                                | 1030                                |                                     | 2007                                | 947                                 |